# Louis Chapotot
Louis Chapotot (fl. XVII secolo) è stato un ottico francese del XVII secolo.
Costruttore francese di strumenti ottici e matematici, fu attivo a Parigi tra il 1670 e il 1686. Produsse molti tipi di strumenti, tra i quali microscopi semplici. Il figlio Jean, attivo tra il 1690 e il 1721, ne proseguì l'attività; la loro bottega "à la Sphère Royale" si trovava in Quay de l'Horloge.